# Gorno Kolitchani
Gorno Kolitchani (en macédonien Горно Количани, en albanais Koliçani i Epërm) est un village du nord de la Macédoine du Nord, situé dans la municipalité de Stoudenitchani. Le village comptait 309 habitants en 2002. Il est majoritairement albanais.

## Démographie
Lors du recensement de 2002, le village comptait :
- Albanais : 306
- Macédoniens : 1
- Autres : 2